# جون بانير
جون بانير هو ممثل نمساوي وأمريكي، ولد في 28 يناير 1910 بفيينا في النمسا، وتوفي بنفس المكان في 28 يناير 1973.

## أعمال

### أفلام
- (1943) هذه الأرض لي
- (1950) كنوز الملك سليمان

### مسلسلات
- هوجانز هيروز

## وصلات خارجية
- جون بانير على موقع IMDb (الإنجليزية)
- جون بانير على موقع روتن توميتوز (الإنجليزية)
- جون بانير على موقع ألو سيني (الفرنسية)
- جون بانير على موقع أول موفي (الإنجليزية)
- جون بانير على موقع قاعدة بيانات برودواي على الإنترنت (الإنجليزية)
- جون بانير على موقع قاعدة بيانات الأفلام السويدية (السويدية)
- جون بانير على موقع إن إن دي بي (الإنجليزية)
- جون بانير على موقع قاعدة بيانات الفيلم (الإنجليزية)
- جون بانير على موقع كينوبويسك (الروسية)